# Куракин, Борис Александрович
Князь Борис-Леонтий Александрович Куракин (1733 — 1764) — русский государственный деятель, гофмейстер, сенатор.

## Биография
Сын обер-шталмейстера князя Александра Борисовича Куракина и Александры Ивановны, урождённой Паниной. О детских и юношеских его годах ничего не известно; в 1761 году — генерал-поручик; в 1762 году — гофмейстер.
Учредив 29 ноября 1762 года комиссию для решения вопроса о монастырских имениях, Екатерина II назначила в эту комиссию из светских лиц: ceнатора графа Ивана Воронцова, князя Сергей Гагарина, обер-прокурора св. Синода князя Козловского, Теплова и князя Б. А. Куракина. По учреждении Коллегии экономии 12 мая 1763 года князь Куракин был назначен ее президентом. Это было весьма важное назначение: Коллегия Экономии должна была собирать свыше полутора миллиона доходов, то есть почти десятую часть всего тогдашнего бюджета России.
Указом 30 марта 1764 года его управлению поручена была еще и Камер-коллегия, Куракин был также сделан сенатором. Из бумаг императрицы узнаем, что она была недовольна «безмолственным положением» такой важной коллегии, как Камер-коллегия и назначением в президенты ее Куракина надеялась ее оживить. Отсутствие высшего правительственного учреждения, которое бы ведало финансами государства в их целом составе, было весьма существенным пробелом в русском государственном устройстве в течение всего XVIII в., и попытка создания такого ведомства, начатая соединением Камер-коллегии и Коллегии Экономии, в высшей степени замечательна. А князю Б. А. Куракину принадлежала в этом отношении, без сомнения, главная роль. В государственном архиве хранятся два замечательные доклада, представленные им императрице, по вопросам государственного хозяйства; после них он и был назначен президентом Камер-коллегии и один из его докладов послужил основой именного указа от 30 марта 1764 года, в котором обрисовано и неудовлетворительное положение Камер-коллегии в данное время и тот круг задач и обязанностей, которые должны определять ее деятельность для того, чтоб деятельность эта получила истинно государственное значение.
Камер-коллегия в то время действовала по регламенту 1731 года, который значительно сузил ее задачи сравнительно с тем, как очертил их Пётр Великий. Князь Куракин предлагал вернуться в общем к тому, что ставил задачей коллегии Пётр. Он доказывал, что Камер-коллегия должна не ведать только доходы а ими управлять, открывать и создавать новые источники доходов, улучшая, главным образом, положение тех классов, которые преимущественно доходы доставляют.
Императрица Екатерина высоко ценила деятельность Куракина. Получив в Петербурге вести о серьезной его болезни, она отправила ему 21 ноября 1764 года следующий рескрипт, в котором две последние фразы приписала собственноручно

Князь Борис Александрович! Я безмерно сожалею, что вы больны и желаю слышать о вашем облегчении. Рекомендую вам для того оставить все ваши труды по делам, на вас положенные, потому что вы, как слышу, и в болезни их не покидаете. Не беспокойте себя отнюдь ничем, по коих пор совершенно не выздорвеете. Я слышу, что вы лекарства не принимаете, пожалуй хоть для меня поберегитеся; мне ваше здоровье надобно. 
Преемник кн. Б. А. Куракина по президентству в Камер-коллегии, А. П. Мельгунов, вполне усвоил идеи Куракина, и наказ от коллегии для депутата в Комиссию для сочинения проекта нового уложения явился повторением докладов кн. Куракина.
Напечатанные письма кн. Б. А. Куракина к сыну кн. А. Б. Куракину за 1763 и 1764 годы рисуют нам князя Б. А. Куракина человеком очень сердечным, серьезным и строго преданным своему делу.
Похоронен в Чудовом монастыре; после его уничтожения надгробие перевезено в некрополь Донского монастыря.

## Семья
В браке с Еленой Степановной Апраксиной (1735—1768) у Бориса Александровича родилось семеро сыновей и две дочери, из которых пятеро умерли в младенчестве.
- Александр Борисович (1752—1818), вице-канцлер Российской империи, посол в Вене и Париже (1808—1812)
- Аграфена Борисовна (ум. в детстве)
- Александра Борисовна (ум. в детстве)
- Степан Борисович (1754—1805) — генерал-майор, действительный тайный советник.
- Иван Борисович (13.06.1755—27.05.1756)
- Николай Борисович (1756—02.08.1758)
- Алексей Борисович (1759—1829) — генерал-прокурор, министр внутренних дел, действительный тайный советник 1-го класса
- Иван Борисович (1761—1827)
- Дмитрий Борисович (1763—1764)

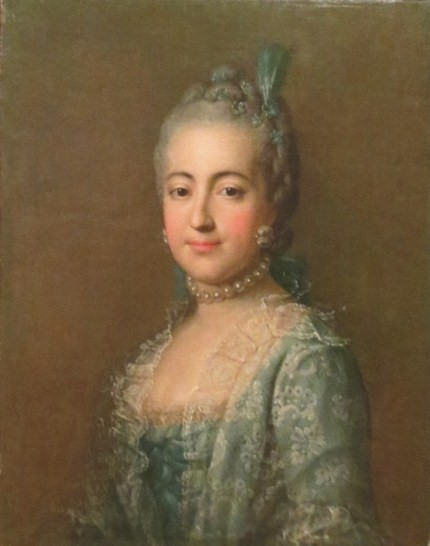
Елена Степановна
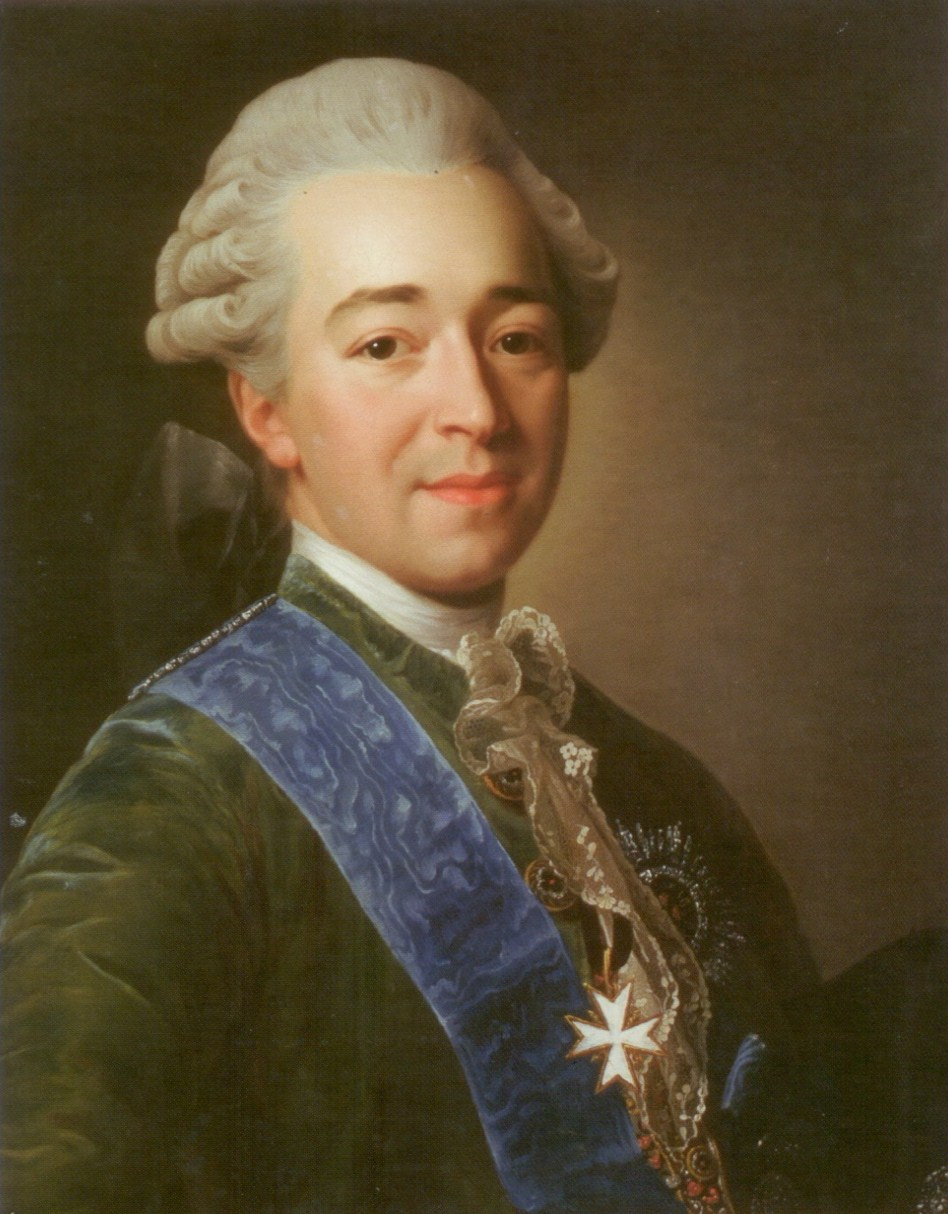
Александр Куракин
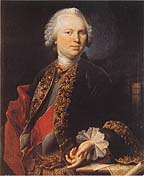
Степан Куракин
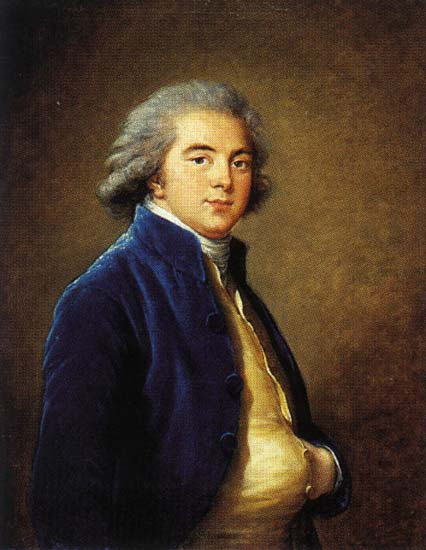
Алексей Куракин
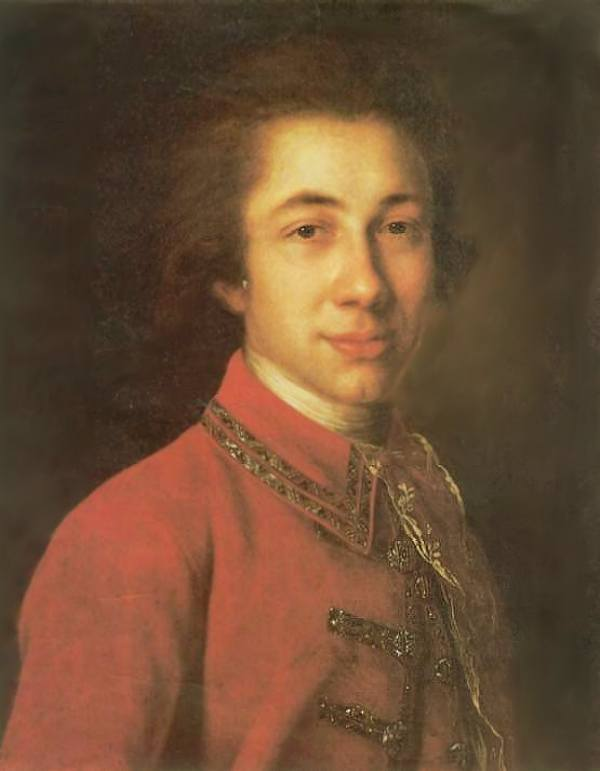
Иван Куракин